# Ambrosia intergradiens
Ambrosia intergradiens là một loài thực vật có hoa trong họ Cúc. Loài này được W.H.Wagner mô tả khoa học đầu tiên năm 1958.